# Никулина, Майя Петровна
Майя Петровна Никулина (род. 1937, Свердловск) — русская писательница, поэтесса, прозаик, переводчик, педагог и историк культуры. Член Союза писателей СССР (1981) и Союза российских писателей (1991). Лауреат Премии имени П. П. Бажова (2002).

## Биография
Родилась 9 февраля 1937 года в Свердловске в семье служащих.
С 1954 по 1959 год обучалась геологическом факультете и с 1963 по 1968 год на филологическом факультете Уральского государственного университета. С 1968 по 1987 год работала старшим библиографом в Свердловской областной детской библиотеке. С 1987 по 1992 год — заведующая отделом гуманитарных наук в газете «Наука Урала». С 1992 по 1998 год — заместитель главного редактора и заведующая литературным отделом журнала «Урал». С 1995 по 2004 год — научный сотрудник Института истории и археологии УрО РАН и заведующая литературным отделом Уральского государственного университета. С 1994 года была инициатором и одним из организаторов гимназии «Корифей», преподаватель этой гимназии по вопросам истории родного края и основ языкознания.
Член Союза писателей СССР с 1981 года. С 1952 года вышла первая публикация стихов Никулиной. Из под её пера вышли сборники: «Мой дом и сад» (1969), «Имена» и «Душа права» (1977), «Колея» (1983), «Бабья трава» (1987) и «Камень. Пещера. Гора» и «Стихи» (2002) и «Избранное: стихотворения и переводы. Проза: в 2-х томах» (2008). Никулина была участницей 2-го и 3-го томов энциклопедии «Антология современной уральской поэзии». С 1970 по 1980 год Никулина была организатором и ведущей литературной студии. Являлась автором многочисленных переводов с английского, чешского, словенского и испанского языков.
В 2002 году «За книгу „Камень. Пещера. Гора“» была удостоена — Премии имени П. П. Бажова.
Живёт в городе Екатеринбурге.

## Премии
- Премия имени П. П. Бажова (2006[2])
- Премия журнала «Урал» (2000)
- Премия губернатора Свердловской области в сфере литературы и искусства (2003[4])
- Премия «Слово» (2013)